# Klaus Nomi
Klaus Sperber, később Klaus Nomi (Immenstadt im Allgäu, 1944. január 24. – New York, 1983. augusztus 6.) német zeneszerző, kontratenor énekes.

## Élete
Klaus Nomi 1944-ben született a németországi Immenstadtban Klaus Sperber néven. Az 1960-as években jegyszedőként dolgozott a Nyugat-Berlinben található, Berlini Német Operában. Előadások után énekelt a személyzetnek. Ez idő tájt operaáriákat adott elő a berlini homoszexuális szórakozóhelyen, a Kleist Casinoban.
1972-ben New Yorkba költözött. A 70-es években megismerkedett David Bowie-val, aki elintézte, hogy Nomi felléphessen 1979-ben a Saturday Night Live-ban.
Nomira jellemző volt a bizarr külső megjelenés és előadásmód. Rengeteg sminket használt, furcsa ruházatot vett fel fellépései során. Dalai szintén szokatlan stílusjegyekkel operáltak. Klasszikus opera előadásokhoz hasonló zenét szintetizátorok kísérték.

## Halála
Nomi nem titkolta homoszexualitását. A 80-as évek legelején elkapta az AIDS-et, és azért viselt a fellépésein teljes gallért, hogy eltakarja a kaposi-szarkóma által okozott sebeket. Nomi 1983. augusztus 6-án hunyt el a New York-i Sloan Kettering Központi Kórházban. Nomi volt az egyik első híresség aki az AIDS áldozata lett. Hamvait New York-ban szórták szét.
Andrew Horn 2004-ben dokumentumfilmet készített Nomi életéről, The Nomi Song címmel.

## Diszkográfia
| - Klaus Nomi (1981) - Simple Man (1982) - Za Bakdaz (2007) – posztumusz összeállítását "befejezetlen opera" - Encore (válogatás – 1983) - The collection (válogatás – 1991) - In Concert (Felvéve:1979 – szerkesztve:1986) - "You Don't Own Me" / "Falling in Love Again (Can't Help It)" (1981) - "Nomi Song" / "Cold Song" (1982) - "Lightnin' Strikes" / "Falling in Love Again (Can't Help It)" (1982) - "Simple Man" / "Death" (1982) - "Ding-Dong! The Witch Is Dead" / "ICUROK" (1982) - "ICUROK" / "Ding-Dong! The Witch Is Dead" (Canadian 12") - "Za Bak Daz" / "Silent Night" (CD single, 1998) - "After the Fall" | - "Simple Man" (rendezte és vágta: John Zieman) - "Lightning Strikes" - "Nomi Song" - "After the Fall" - "Falling in Love Again" - "The Cold Song" (Henry Purcell 1691-es Artúr király című operájának alapján) - Urgh! A Music War (1982) - Long Island Four (1979) - Mr. Mike's Mondo Video (1979) - The Nomi Song (2004) |

## Fordítás
- Ez a szócikk részben vagy egészben  a   Klaus Nomi című angol Wikipédia-szócikk fordításán alapul.  Az eredeti cikk szerkesztőit annak laptörténete sorolja fel. Ez a jelzés csupán a megfogalmazás eredetét és a szerzői jogokat jelzi, nem szolgál a cikkben szereplő információk forrásmegjelöléseként.